# Rafael Sardão
Rafael Sardão Mathias (Rio de Janeiro, 24 de agosto de 1981) é um ator e diretor teatral brasileiro.

## Carreira
Rafael começou a estudar teatro em 1998, aos dezesseis anos. Em 2004 fez uma participação em um dos episódios de reconstituição do crime no Linha Direta e integrou o elenco de seu primeiro grande espetáculo, a ópera Carmen, que estreou no Theatro Municipal do Rio de Janeiro. Logo após cursou a Oficina de Atores da Globo e a Oficina de Atores da Record. Em 2011, durante a última oficina, passou nos testes para interpretar Celso, um dos antagonistas em Rebelde, assinando contrato com a RecordTV naquele ano. Em 2012 integra o elenco da minissérie José do Egito como Nekau, rapaz humilde e preso injustamente que espera ser justiçado. Em 2013 interpreta o malandro azarado Baldochi em Pecado Mortal, que sempre se dá mal por estar no lugar errado. Em 2015 faz uma participação no seriado Milagres de Jesus e interpreta o joalheiro real Uri em Os Dez Mandamentos. Em 2016, devido a boa repercussão, já emenda a novela seguinte, A Terra Prometida, como Salmon, que vive um romance proibido com a prostituta Raabe, formando um dos casais centrais da trama.
Entre 2017 e 2018 integra o elenco dos dois primeiros meses de Apocalipse, interpretando o viciado em drogas Tiago, que passa por uma desintoxicação e se converte a Deus. Ele foi um dos arrebatados por Jesus na novela. Em 2018 é convidado para interpretar o personagem Simão Fariseu na telenovela Jesus.[carece de fontes?]
Em 2019 interpreta o general Hannibal, um dos vilões da telenovela Jezabel. Também em 2019 é escalado para interpretar o personagem de maior destaque na sua carreira, como o protagonista Miguel em Amor sem Igual.

## Vida pessoal
Em 2012 começou a namorar a bailarina do Caldeirão do Huck Karen Motta, com quem se casou 18 de maio de 2017.

## Filmografia

### Televisão
| Ano     | Título                  | Personagem              | Notas                            |
| ------- | ----------------------- | ----------------------- | -------------------------------- |
| 2007    | Linha Direta            | Gabriel                 | Episódio: "Frei Tito"            |
| 2007    | Linha Direta            | Ricardo Peixoto Sampaio | Episódio: "Caso Mônica Granuzzo" |
| 2011    | Rebelde                 | Celso Pompeu            |                                  |
| 2013    | José do Egito           | Nekau                   |                                  |
| 2013    | Pecado Mortal           | Hiago Baldochi          |                                  |
| 2015    | Milagres de Jesus       | Rômulo                  | Episódio: "A Mulher Cananeia"    |
| 2015–16 | Os Dez Mandamentos      | Uri                     | [ 11 ]                           |
| 2016–17 | A Terra Prometida       | Salmom                  |                                  |
| 2017–18 | Apocalipse              | Tiago Santero           |                                  |
| 2018–19 | Jesus                   | Simão Fariseu           | [ 12 ]                           |
| 2019    | Jezabel                 | Hannibal                |                                  |
| 2019–21 | Amor sem Igual          | Miguel Gonçalves Aguiar |                                  |
| 2022    | Todas as Garotas em Mim | Paulo Mendes            |                                  |
| 2022    | Sob Pressão             | Mendelson Siqueira      | Episódio: "30 de junho"          |
| 2022-23 | Reis                    | Jéter                   |                                  |
| 2024    | Matches                 | Paulo Maurício          |                                  |
| 2024    | Estranho Amor           | Davi Alencar            |                                  |
| 2025    | Ameaça Invisível        | Greg Toledo             |                                  |
| 2025    | O Senhor e a Serva      | Magnus                  |                                  |

### Cinema
| Ano  | Título             | Personagem |
| ---- | ------------------ | ---------- |
| 2016 | Os Dez Mandamentos | Uri        |

## Teatro

### Como ator
| Ano     | Título                                   | Personagem |
| ------- | ---------------------------------------- | ---------- |
| 2004–06 | Carmen                                   | Moralès    |
| 2007–08 | Canção de Mim Mesmo                      | João       |
| 2009    | A Caminho de Tar                         | Felipe     |
| 2009–10 | Besame Mucho                             | Tuca       |
| 2010    | Mistério Bufo                            | Carlinhos  |
| 2012    | Two Roses for Richard III                | Geofrey    |
| 2013    | Zumbi: Um Sonho de Revolução             | Ian        |
| 2015    | Closer                                   | Dan Woolf  |
| 2016–17 | Passional                                | Eugênio    |
| 2023-24 | Quando eu for mãe quero amar desse jeito | Lauro      |

### Como diretor
| Ano     | Título                             |
| ------- | ---------------------------------- |
| 2002–03 | Uma Questão de Destino             |
| 2008    | Grito: A Voz que não Passa da Boca |
| 2012    | Licença Machado                    |
| 2015    | Closer                             |
| 2016–17 | Passional                          |

## Prêmios e indicações
| Ano  | Prêmio                       | Categoria                          | Nomeação       | Resultado |
| ---- | ---------------------------- | ---------------------------------- | -------------- | --------- |
| 2020 | Prêmio Contigo! de TV        | Melhor Ator de Novela              | Amor sem Igual | Indicado  |
| 2020 | Melhores do Ano DoisTV       | Casal de Novela (com Day Mesquita) | Amor sem Igual | Venceu    |
| 2020 | Prêmio Área VIP              | Melhor Ator                        | Amor sem Igual | Indicado  |
| 2020 | Melhores do Ano Minha Novela | Melhor Ator de Novela              | Amor sem Igual | Indicado  |
| 2020 | Melhores do Ano Minha Novela | Melhor Casal (com Day Mesquita)    | Amor sem Igual | Indicado  |